# Hinter dem Chor

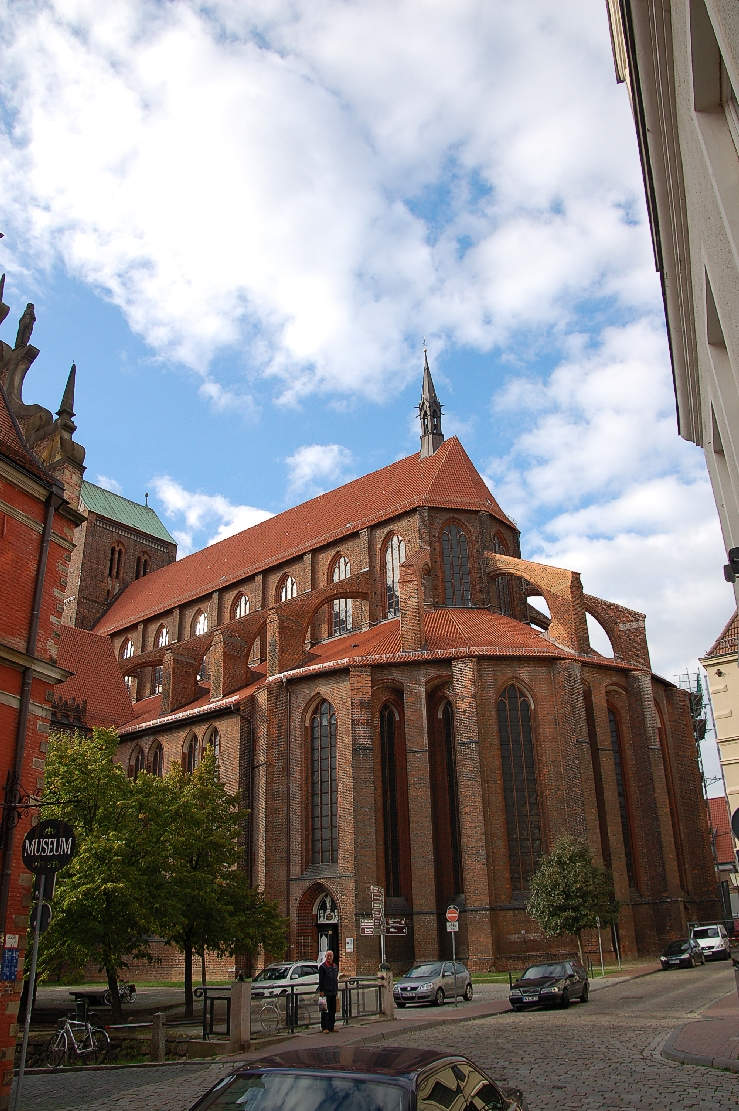
Chor der Nikolaikirche

Die historische Straße Hinter dem Chor in Wismar liegt im Zentrum der Altstadt, die wie der Alte Hafen unter dem besonderen Schutz der UNESCO steht, nachdem Wismar 2002 in die Welterbeliste aufgenommen wurde.
Sie führt in Süd-Nord-Richtung von der Schweinsbrücke / Frischen Grube / Mühlengrube zur Straße Spiegelberg / Hundestraße und Am Poeler Tor.

## Nebenstraßen

Wismar zur Zeit der Hanse

Die Nebenstraßen und Anschlussstraßen wurden benannt als Schweinsbrücke nach der Brücke über die Grube und nach den Schweinekrügen am Poeler Tor, Frische Grube nach dem künstlichen Wasserlauf von 1255 für frisches Wasser, Mühlengrube nach dem 1255 belegten künstlichen Wasserlauf mit der Wassermühle, St.-Nikolai-Kirchhof nach der ab 1272 gebauten Kirche, Spiegelberg seit 1250/1275 als Spegelberch oder mons speculi nach dem Spiegel und dem Berg mit unklarer Bedeutung, Hundestraße 1323 genannt als hundestrata oder platea canum und Am Poeler Tor seit 1460 nach dem 1870 abgerissenen Tor in der Stadtmauer.

## Geschichte

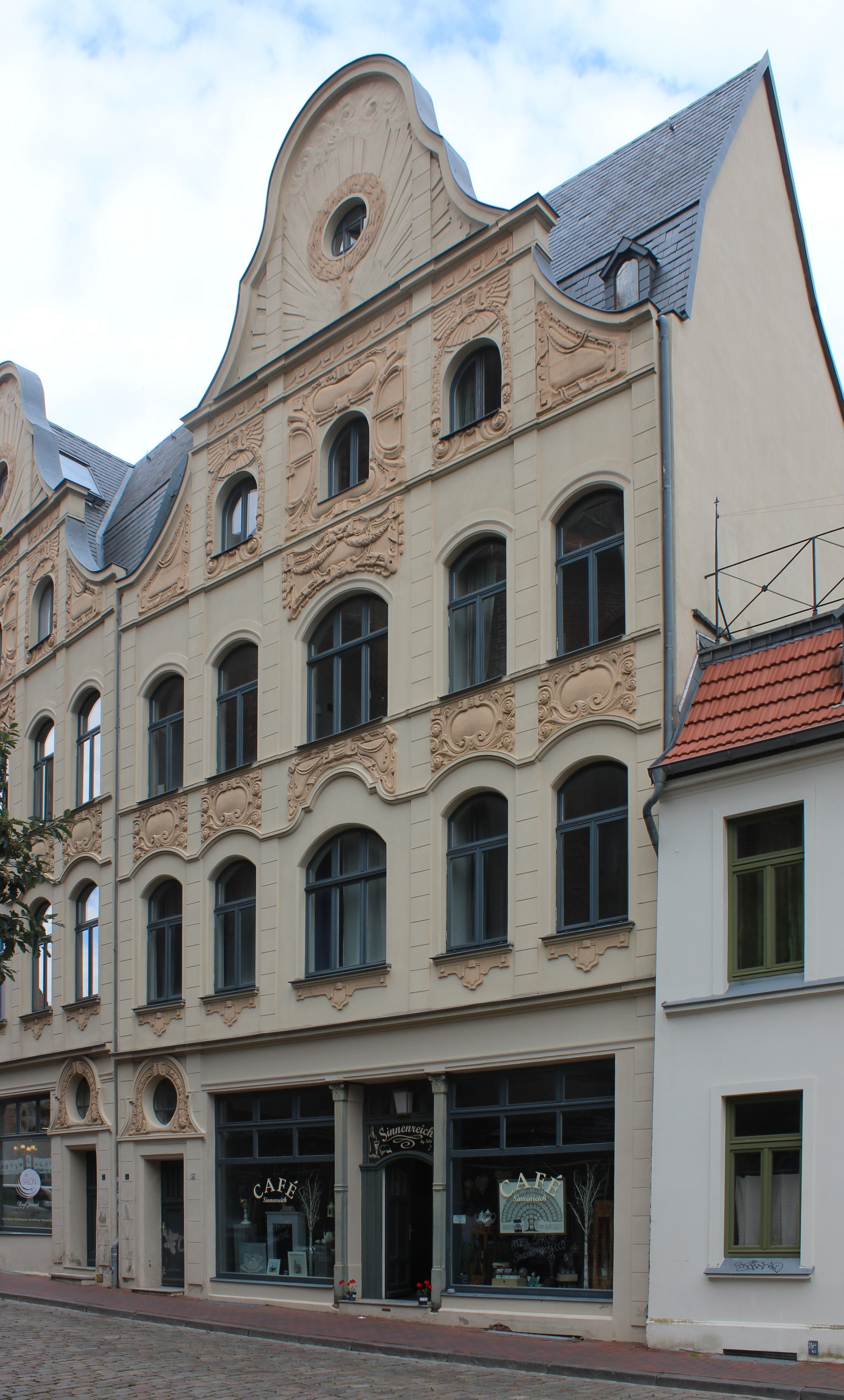
Nr. 5 und 7

### Name
Die Straße wurde nach der Lage zum Chor der im 14. Jhd. gebauten backsteingotischen Nikolaikirche benannt. Als retro chorum ecclesie Nicolai wurde die Straße 1298 erwähnt und 1680 gar als hinterm cohr oder furm Pohler thor.

### Entwicklung
Wismar wurde im Mittelalter ein bedeutendes Mitglied der Hanse. Der Markt und seine Zufahrtsstraßen bildeten den Kern des mittelalterlichen Ortes, der als Stadt 1229 erstmals erwähnt wurde.
Die Einbahnstraße liegt seit 1991 im Sanierungsgebiet Altstadt. Sie wurde 2006 saniert. Dabei erhielten die Gehwege das in Wismar übliche rotblaubunte Bockhorner Klinkerpflaster und die Fahrbahn gebrauchtes rotbuntes Granit - Reihensteinpflaster.

## Gebäude, Anlagen (Auswahl)

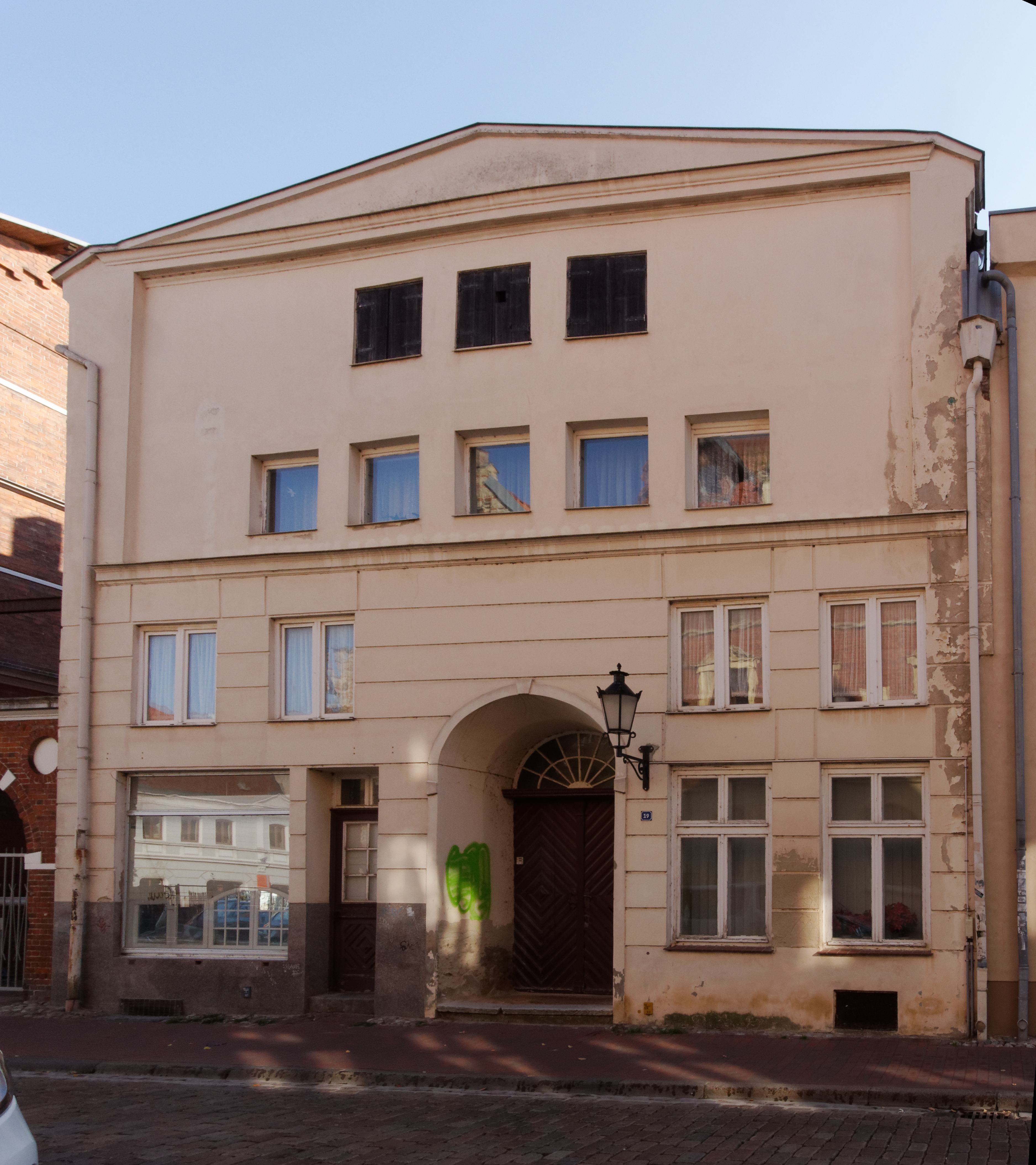
Nr. 19

An der Straße stehen zumeist dreigeschossige Wohn- und auch Geschäftshäuser. Die mit (D) gekennzeichneten Häuser stehen unter Denkmalschutz (s. Liste der Baudenkmale in Wismar).
- Ecke Frische Grube: Chor der gotischen Nikolaikirche (D), mit dem Chor wurde um 1370 begonnen, 1381 erhielt der Maurermeister Heinrich von Bremen mit der Fertigstellung des Chores mit zahlreichen Formsteinen und 1403 fand die Weihe des Hochaltares statt. Danach wurden die Kirchenschiffe bis 1459 gebaut.
- Nr. 1: 3-gesch. Eckhaus, seit nach 1950 mit der VEB Fisch für Rostock BT Wismar; heute saniert und mit Café
- Nr. 2: 3-gesch. barockisierendes Wohnhaus (D), Giebel mit Voluten, mittelalterliches Mauerwerk, bis 1834 Diakonatshaus, 1919 aufgestockt; der 1988 vorgesehene Abriss wurde verhindert, saniert ab 2007/08[3]
- Nr. 3: 2-gesch. einfaches 2008/08 saniertes Wohnhaus[4]
- Nr. 4: 2-gesch. einfaches Wohnhaus mit verklinkertem Giebel, saniert um 2007/08
- Nr. 5: 3-gesch. Wohnhaus von 1907 im Jugendstil (D) mit barockisierendem Giebel; heute saniert (um 2008) mit Café und Galerie
- Nr. 6: 3-gesch. gründerzeitliches Wohn- und Geschäftshaus, soll ab 2003 saniert werden
  - Nr. 6a: 2-gesch. Kemladen als Fachwerkbau (D), saniert 2002[5]
- Nr. 7: 3-gesch. Wohn- und Geschäftshaus von 1907 im Jugendstil (D); heute saniert (um 2008)
- Nr. 8: 2-gesch. historisierendes Wohnhaus, Giebel mit betonter Ziegelbänderung
- Nr. 9: 2-gesch. saniertes Büro- und Wohnhaus als Regionalbüro Wismar der DSK Deutsche Stadt- und Grundstücksentwicklungsgesellschaft, vielfach umgebaut, starke Verformungen und Setzungen, saniert 2000[6]
- Nr. 13/15: 3-gesch. Wohn- und Geschäftshaus mit Gaststätte und hinterem Speicher als Seitenflügel, saniert ab 2004/05 zunächst durch Jugendbauhütte[7]
- Nr. 17: 3-gesch. Wohnhaus als Giebelhaus
- Nr. 19: 4-gesch. klassizistisches Wohn- und Geschäftshaus (D) mit hohem Portal
- Nr. 21: 2-gesch. saniertes (um 2000) barockes Wohn und Bürohaus der ehem. Molkerei

### Denkmale, Gedenken
- Stolpersteine in Wismar bei Gebäude
  - Nr. 17: Für Willy Hans Käcker (1905–1942 ermordet in Auschwitz) und Friedrich Karseboom (* 1900, 1937 nach Palästina geflohen)

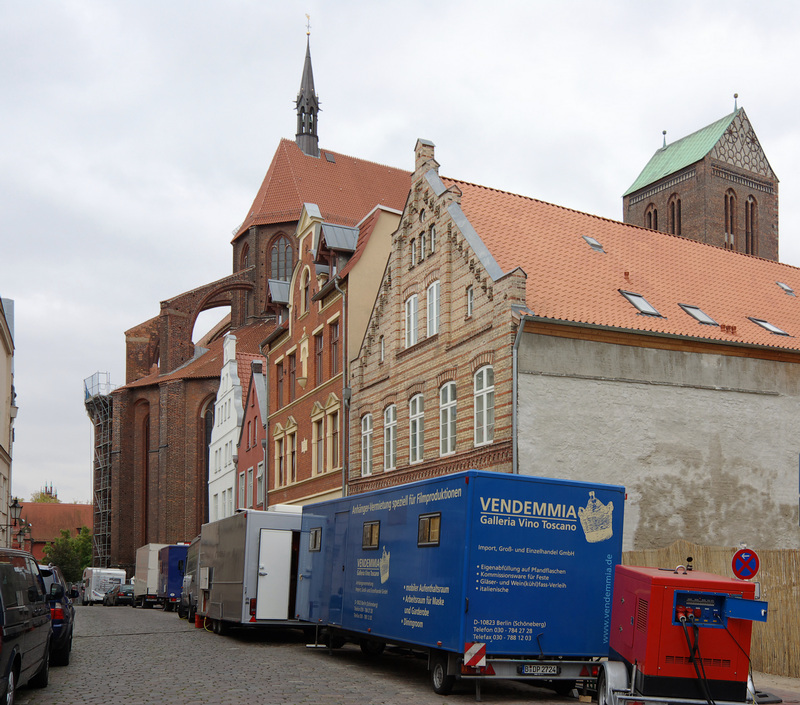
Kirche und Nr. 2 bis 8
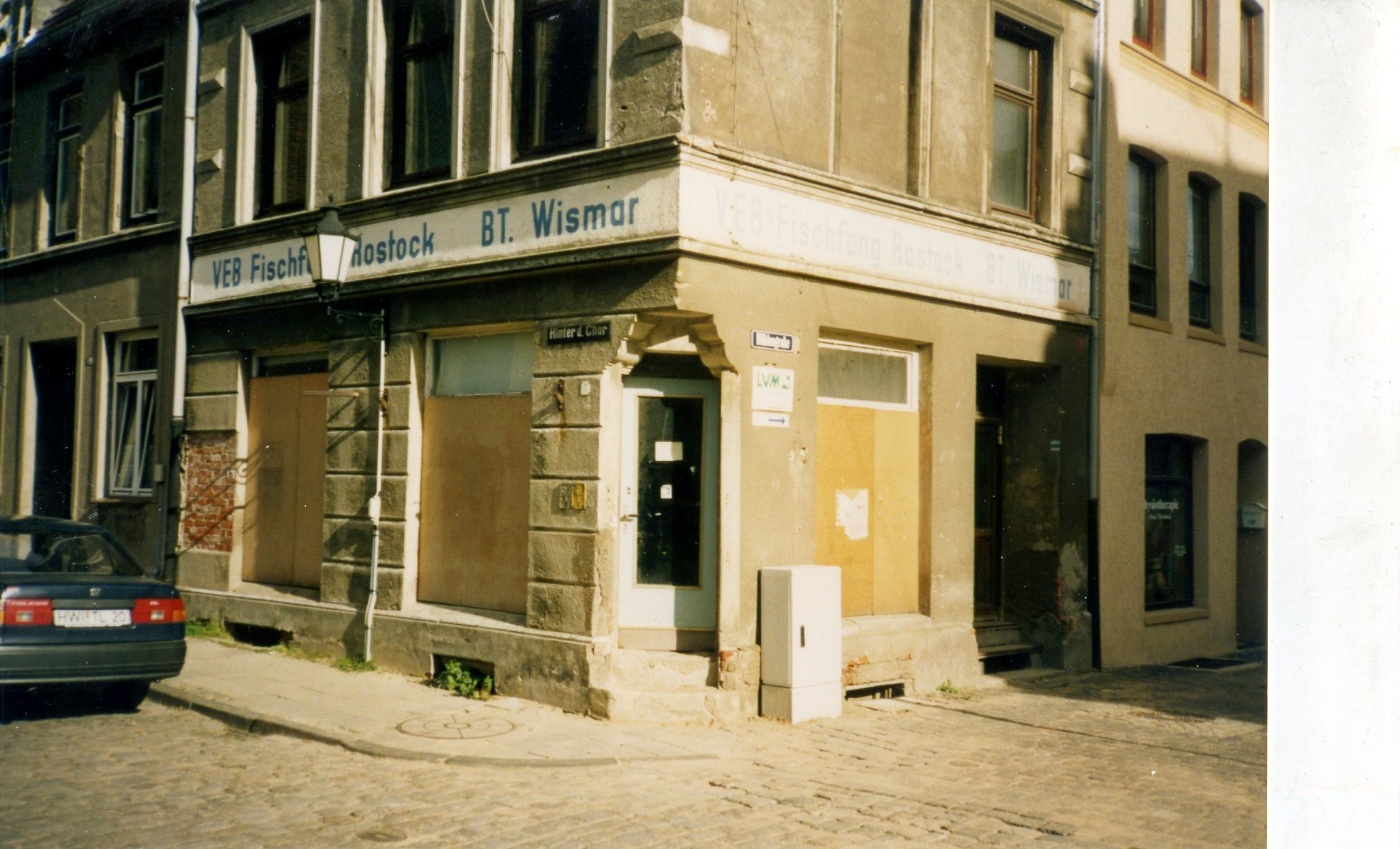
Nr. 1: 1994 noch unsaniert